# Európai Filmdíjak 2011
A 24. Európai Filmdíj-átadó ünnepséget (24th European Film Awards), amelyen az előző évben hivatalosan bemutatott, az Európai Filmakadémia több mint 2500 tagjának szavazata alapján legjobbnak ítélt európai alkotásokat részesítették elismerésben, 2011. december 3-án tartották meg a berlini Tempodrom rendezvényközpontban. Az ünnepség ceremóniamestere Anke Engelke német színésznő, humorista volt.
Az Európai Filmakadémia 2011. szeptember 12-én hozta nyilvánosságra a díjra számításba vett nagyjátékfilmek 45 alkotásból álló listáját, melyből húszat a legtöbb akadémiai tagot számláló országok javasoltak saját filmjeik közül, huszonötöt pedig az EFA Igazgatótanácsa, meghívott szakértők bevonásával. A díjra jelöltek listáját november 5-én, a Sevillai Európai Filmfesztiválon hirdették ki.
A legtöbb jelölést – hét kategóriában nyolcat – Lars von Trier Melankólia című sci-fi katasztrófafilmje kapta: két női szereplő, Kirsten Dunst és Charlotte Gainsbourg is versenyben volt a legjobb európai színésznő címért. A film alkotói végül is három ezüst szobrocskát vihettek haza. Öt jelölésből nyert három díjat, köztük a közönségdíjat, A király beszéde, Tom Hooper történelmi drámája. Ugyancsak öt jelölésből lett egy kategóriában győztes a dán Susanne Bier Egy jobb világ című drámája (legjobb rendező). Jelentős számú, négy-négy jelölést kapott még Michel Hazanavicius The Artist – A némafilmes című fekete-fehér alkotása és a finn Aki Kaurismäki Kikötői története; az előbbi egy jelölését tudta díjra váltani (legjobb zeneszerző).
2011-ben az Európai Filmakadémia  elnöke és igazgatótanácsa úgy döntött, hogy „a karrierje során nyújtott alakítások összességéért” Michel Piccoli francia színészt az EFA tiszteletbeli különdíjával jutalmazzák. A gálán életműdíjat vehetett át Stephen Frears brit filmrendező, a világ filmművészetében nyújtott legjobb európai teljesítményéért pedig Mads Mikkelsen dán színész részesült elismerésben.
Egy magyar alkotás szerepelt a válogatásban. Tarr Béla A torinói ló című utolsó filmjét három kategóriában (legjobb európai rendező, legjobb operatőr és legjobb zeneszerző) is jelölték, de végül egyetlen díjat sem ítéltek meg neki. Megjegyzendő még, hogy válogatásba bekerült lengyel háborús dráma, Jerzy Skolimowski Ölésre ítélve című filmje elkészítésében magyar koprodukciós partner is közreműködött.

## Válogatás
1. Almanya – Willkommen in Deutschland (Almanya, a török pradicsom) – rendező: Yasemin Samdereli
2. América (Amerika) – rendező: João Nuno Pinto
3. As If I Am Not There – rendező: Juanita Wilson
4. A torinói ló – rendező: Tarr Béla
5. Attenberg – rendező: Athina Rachel Tsangari
6. Avé – rendező: Konsztantin Bozsanov
7. Balada triste de trompeta (Egy őrült szerelem balladája) – rendező: Álex de la Iglesia
8. Beli beli svet (Egy szép, szép világ) – rendező: Oleg Novković
9. Cirkus Columbia (Oleg Novković) – rendező: Danis Tanović
10. Cirkus Fantasticus – rendező: Janez Burger
11. Die unabsichtliche Entführung der Frau Elfriede Ott (Elfriede Ott akaratlan elrablása) – rendező: Andreas Prochaska
12. Drei (Három) – rendező: Tom Tykwer
13. Eldfjall (Tűzhányó) – rendező: Rúnar Rúnarsson
14. Elena (Елена) – rendező: Andrej Zvjagincev
15. Essential Killing (Ölésre ítélve) – rendező: Jerzy Skolimowski
16. Habemus Papam (Van pápánk!) – rendező: Nanni Moretti
17. Hævnen (Egy jobb világ) – rendező: Susanne Bier
18. Halt auf freier Strecke (Járhatatlan út) – rendező: Andreas Dresen
19. Hitganvut Yehidim – rendező: Dover Kosashvili
20. La petite chambre (A kisszoba) – rendező: Stéphanie Chuat és Véronique Reymond
21. La piel que habito (A bőr, amelyben élek) – rendező: Pedro Almodóvar
22. Le Havre (Kikötői történet) – rendező: Aki Kaurismäki
23. Le mamin au vélo (Srác biciklivel) – rendező: Jean-Pierre és Luc Dardenne
24. Les petits mouchoirs (Apró kis hazugságok) – rendező: Guillaume Canet
25. Lidice – rendező: Petr Nikolaev
26. Loverboy – rendező: Cătălin Mitulescu
27. Majki (Anyák) – rendező: Milcho Manchevski
28. Melancholia (Melankólia) – rendező: Lars von Trier
29. Neds (Huligán) – rendező: Peter Mullan
30. Noi credevamo – rendező: Mario Martone
31. Oslo 31. August (Oslo, augusztus) – rendező: Joachim Trier
32. Ovszjanki (Овcянки) (Csendes lelkek) – rendező: Alekszej Fedorcsenko
33. Pa negre (Fekete lelkek) – rendező: Agustí Villaronga
34. Play (Play – Gyerekjáték?) – rendező: Ruben Östlund
35. Přežít svůj život (teorie a praxe) (Túlélni az életet (elméletben és gyakorlatban)) – rendező: Jan Švankmajer
36. Rundskop (Bikanyak) – rendező: Michaël R. Roskam
37. Sala samobójców (Öngyilkosok szobája) – rendező: Jan Komasa
38. Svinalängorna (Peremvidéken) – rendező: Pernilla August
39. Tambien la lluvia (Ismeretlen föld) – rendező: Icíar Bollaín
40. The Artist (The Artist – A némafilmes) – rendező: Michel Hazanavicius
41. The King’s Speech (A király beszéde) – rendező: Tom Hooper
42. Tilva roš – rendező: Nikola Ležaić
43. Tirza – rendező: Rudolf van den Berg
44. Tomboy – rendező: Céline Sciamma
45. We Need to Talk About Kevin (Beszélnünk kell Kevinről) – rendező: Lynne Ramsay

## Díjazottak és jelöltek
| „Díjazott” – szürkéskék háttérrel   |
| „Jelölt” – világos szürke háttérrel |

### Legjobb európai film
| Magyar címe               | Eredeti címe      | Rendező             | Ország                                           |
| ------------------------- | ----------------- | ------------------- | ------------------------------------------------ |
| Melankólia                | Melancholia       | Lars von Trier      | Dánia · Svédország · Franciaország · Németország |
| A király beszéde          | The King's Speech | Tom Hooper          | Egyesült Királyság                               |
| Egy jobb világ            | Hævnen            | Susanne Bier        | Dánia                                            |
| Kikötői történet          | Le Havre          | Aki Kaurismäki      | Finnország · Franciaország · Németország         |
| The Artist – A némafilmes | The Artist        | Michel Hazanavicius | Franciaország                                    |

### Legjobb európai felfedezett
| Magyar címe     | Eredeti címe     | Rendező           | Ország              |
| --------------- | ---------------- | ----------------- | ------------------- |
| –––             | Adem             | Hans Van Nuffel   | Belgium · Hollandia |
| Kedves szomszéd | Smukke mennesker | Mikkel Munch-Fals | Dánia               |
| Lélegzés        | Atmen            | Karl Markovics    | Ausztria            |
| Michael         | Michael          | Markus Schleinzer | Ausztria            |
| Tilva Roš       | Tilva Roš        | Nikola Ležaić     | Szerbia             |

### Legjobb európai dokumentumfilm – Arte díj
| Magyar címe | Eredeti címe          | Rendező                | Ország                                      |
| ----------- | --------------------- | ---------------------- | ------------------------------------------- |
| Pina        | Pina                  | Wim Wenders            | Németország                                 |
| –––         | Stand van de sterren  | Leonard Retel Helmrich | Hollandia                                   |
| –––         | ¡Vivan las Antipodas! | Viktor Koszakovszkij   | Németország · Hollandia · Argentína · Chile |

### Legjobb európai animációs játékfilm
| Magyar címe             | Eredeti címe      | Rendező                                        | Ország                     |
| ----------------------- | ----------------- | ---------------------------------------------- | -------------------------- |
| Chico & Rita            | Chico y Rita      | Tono Errando, Javier Mariscal, Fernando Trueba | Spanyolország · Man sziget |
| A rabbi macskája        | Le Chat du rabbin | Antoine Delesvaux, Joann Sfar                  | Franciaország              |
| Egy macska kettős élete | Une vie de chat   | Jean-Loup Felicioli, Alain Gagnol              | Franciaország · Belgium    |

### Legjobb európai rendező
| Nyertesek és jelöltek       | Magyar címe       | Eredeti címe     |
| --------------------------- | ----------------- | ---------------- |
| Susanne Bier                | Egy jobb világ    | Hævnen           |
| Jean-Pierre és Luc Dardenne | Srác a biciklivel | Le Gamin au vélo |
| Aki Kaurismäki              | Kikötői történet  | Le Havre         |
| Tarr Béla                   | A torinói ló      | A torinói ló     |
| Lars von Trier              | Melankólia        | Melancholia      |

### Legjobb európai színésznő
| Nyertesek és jelöltek | Magyar címe              | Eredeti címe                |
| --------------------- | ------------------------ | --------------------------- |
| Tilda Swinton         | Beszélnünk kell Kevinről | We Need to Talk About Kevin |
| Cécile de France      | Srác a biciklivel        | Le Gamin au vélo            |
| Kirsten Dunst         | Melankólia               | Melancholia                 |
| Charlotte Gainsbourg  | Melankólia               | Melancholia                 |
| Nagyezsda Markina     | Elena                    | Elena                       |

### Legjobb európai színész
| Nyertesek és jelöltek | Magyar címe               | Eredeti címe      |
| --------------------- | ------------------------- | ----------------- |
| Colin Firth           | A király beszéde          | The King's Speech |
| Jean Dujardin         | The Artist – A némafilmes | The Artist        |
| Mikael Persbrandt     | Egy jobb világ            | Hævnen            |
| Michel Piccoli        | Van pápánk!               | Habemus Papam     |
| André Wilms           | Kikötői történet          | Le Havre          |

### Legjobb forgatókönyvíró
| Nyertesek és jelöltek             | Magyar címe       | Eredeti címe     |
| --------------------------------- | ----------------- | ---------------- |
| Jean-Pierre Dardenne Luc Dardenne | Srác a biciklivel | Le gamin au vélo |
| Anders Thomas Jensen              | Egy jobb világ    | Hævnen           |
| Aki Kaurismäki                    | Kikötői történet  | Le Havre         |
| Lars von Trier                    | Melankólia        | Melancholia      |

### Carlo Di Palma európai operatőr díj
| Nyertesek és jelöltek | Magyar címe               | Eredeti címe      |
| --------------------- | ------------------------- | ----------------- |
| Manuel Alberto Claro  | Melankólia                | Melancholia       |
| Fred Kelemen          | A torinói ló              | A torinói ló      |
| Guillaume Schiffman   | The Artist – A némafilmes | The Artist        |
| Adam Sikora           | Ölésre ítélve             | Essential Killing |

### Legjobb európai vágó
| Nyertesek és jelöltek    | Magyar címe      | Eredeti címe      |
| ------------------------ | ---------------- | ----------------- |
| Tariq Anwar              | A király beszéde | The King's Speech |
| Mathilde Bonnefoy        | Három            | 3                 |
| Molly Marlene Stensgaard | Melankólia       | Melancholia       |

### Legjobb európai látványtervező
| Nyertesek és jelöltek | Magyar címe          | Eredeti címe       |
| --------------------- | -------------------- | ------------------ |
| Jette Lehmann         | Melankólia           | Melancholia        |
| Paola Bizzarri        | Van pápánk!          | Habemus Papam      |
| Antxón Gómez          | A bőr, amelyben élek | La piel que habito |

### Legjobb európai zeneszerző
| Nyertesek és jelöltek | Magyar címe               | Eredeti címe       |
| --------------------- | ------------------------- | ------------------ |
| Ludovic Bource        | The Artist – A némafilmes | The Artist         |
| Alexandre Desplat     | A király beszéde          | The King's Speech  |
| Alberto Iglesias      | A bőr, amelyben élek      | La piel que habito |
| Víg Mihály            | A torinói ló              | A torinói ló       |

### Az Európai Filmakadémia életműdíja
| Díjazott       | Foglalkozás | Ország             |
| -------------- | ----------- | ------------------ |
| Stephen Frears | filmrendező | Egyesült Királyság |

### Legjobb európai teljesítmény a világ filmművészetében
| Díjazott       | Foglalkozás | Ország |
| -------------- | ----------- | ------ |
| Mads Mikkelsen | színész     | Dánia  |

### Európai koprodukciós díj – Prix Eurimages
| Díjazott           | Foglalkozás  | Ország        |
| ------------------ | ------------ | ------------- |
| Mariela Besuievsky | filmproducer | Spanyolország |

### Az EFA tiszteletbeli különdíja
| Díjazott       | Foglalkozás | Indokolás                                            |                                                      |
| -------------- | ----------- | ---------------------------------------------------- | ---------------------------------------------------- |
| Michel Piccoli | színész     | A karrierje során nyújtott alakítások összességéért. | A karrierje során nyújtott alakítások összességéért. |

### Közönségdíj
| Magyar címe          | Eredeti címe         | Rendező                       | Ország                                 |
| -------------------- | -------------------- | ----------------------------- | -------------------------------------- |
| A király beszéde     | The King's Speech    | Tom Hooper                    | Egyesült Királyság                     |
| Apró, kis hazugságok | Les petits mouchoirs | Guillaume Canet               | Franciaország                          |
| Egyesült állatok     | Konferenz der Tiere  | Reinhard Klooss, Holger Tappe | Németország                            |
| Egy jobb világ       | Hævnen               | Susanne Bier                  | Dánia · Svédország                     |
| Ismeretlen férfi     | Unknown              | Jaume Collet-Serra            | ,                                      |
| Ismeretlen föld      | También la lluvia    | Icíar Bollaín                 | Spanyolország · Mexikó · Franciaország |
| Isten hozta Délen!   | Benvenuti al Sud     | Luca Miniero                  | Olaszország                            |
| Született feleség    | Potiche              | François Ozon                 | Franciaország · Belgium                |

### Legjobb európai rövidfilm
| Címe                      | Rendező                 | Ország                  | Jelölő fesztivál            |
| ------------------------- | ----------------------- | ----------------------- | --------------------------- |
| The Wholly Family         | Terry Gilliam           | Olaszország             | EFA-jelölés – Drama         |
| Berik                     | Daniel Joseph Borgman   | Dánia · Svédország      | EFA-jelölés – Gent          |
| Små barn, stora ord       | Lisa James-Larsson      | Svédország              | EFA-jelölés – Valladolid    |
| Händelse vid bank         | Ruben Östlund           | Svédország              | EFA-jelölés – Cork          |
| Derby                     | Paul Negoescu           | Románia · Németország   | EFA-jelölés – Bristol       |
| Jessi                     | Mariejosephin Schneider | Németország             | EFA-jelölés – Angers        |
| I lupi                    | Alberto De Michele      | Hollandia · Olaszország | EFA-jelölés – Rotterdam     |
| Återfödelsen              | Hugo Lilja              | Svédország              | EFA-jelölés – Berlin        |
| Csendes folyó (Apele tac) | Anca Miruna Lăzărescu   | Németország · Románia   | EFA-jelölés – Tampere       |
| Paparazzi                 | Piotr Bernas            | Lengyelország           | EFA-jelölés – Krakkó        |
| La gran carrera           | Kote Camacho            | Spanyolország           | EFA-jelölés – Grimstad      |
| Vasárnapok (Dimanches)    | Valéry Rosier           | Belgium                 | EFA-jelölés – Vila do Conde |
| Tse                       | Roee Rosen              | Izrael                  | EFA-jelölés – Szarajevó     |
| Opowiesci z chlodni       | Grzegorz Jaroszuk       | Lengyelország           | EFA-jelölés – Locarno       |
| Hypercrisis               | Josef Dabernig          | Ausztria                | EFA-jelölés – Velence       |